# Riečka (powiat Bańska Bystrzyca)
Riečka – wieś (obec) na Słowacji położona w kraju bańskobystrzyckim, w powiecie Bańska Bystrzyca. Pierwsze wzmianki o miejscowości pochodzą z roku 1455. 
Według danych z dnia 31 grudnia 2012, wieś zamieszkiwały 742 osoby, w tym 399 kobiet i 343 mężczyzn.
W 2001 roku rozkład populacji względem narodowości i przynależności etnicznej wyglądał następująco:
- Słowacy – 98,94%
- Czesi – 0,35%
- Polacy – 0,18%

Ze względu na wyznawaną religię struktura mieszkańców kształtowała się w 2001 roku następująco:
- Katolicy rzymscy – 74,07%
- Grekokatolicy – 0,35%
- Ewangelicy – 15,87%
- Prawosławni – 0,18%
- Ateiści – 5,64%
- Przedstawiciele innych wyznań – 0,18%
- Nie podano – 3,7%